# Kalyug (film, 1981)
Ne doit pas être confondu avec Kalyug (film, 2005).
Pour plus de détails, voir Fiche technique et Distribution.
Kalyug (en anglais : The Machine Age) est un film dramatique de criminalité indien coécrit et réalisé par  Shyam Benegal, tourné en hindi et sorti en 1981. 

## Liminaire
Le film est connu pour être une version moderne de l'épopée indienne Mahabharata, représentant un conflit archétypal entre des entreprises commerciales rivales. Kalyug a remporté le Filmfare Award du meilleur film en 1982,. 
Le scénario et l'intrigue sont très différents du Mahabharata. Cependant, la caractérisation et les événements critiques ont une similitude frappante avec l'épopée. Shashi Kapoor, Rekha, Raj Babbar, Supriya Pathak, Anant Nag, Kulbhushan Kharbanda, Sushma Seth, Akash Khurana, Victor Bannerjee, Reema Lagoo et AK Hangal tiennent les rôles principaux, tandis qu'Urmila Matondkar apparait dans le film en tant qu'enfant artiste. 

## Synopsis
C'est une histoire d'intrigues, de complots et de la guerre inévitable entre deux familles. 
Ramchand et Bhishamchand sont deux frères pionniers en affaires. Bhishamchand, célibataire à vie, a élevé les deux fils de Ramchand à la mort de son frère. Il a également donné à l'entreprise familiale une base solide. Khubchand (Vinod Doshi), le fils aîné de Ramchand engendre deux fils, Dhanraj (Victor Banerjee) et Sandeepraj (Akash Khurana). Puranchand, le frère cadet de Khubchand, était décédé il y a quelques années. Ses trois fils sont Dharamraj (Raj Babbar), Balraj (Kulbhushan Kharbanda) et Bharatraj (Anant Nag). Un autre personnage est Karan (Shashi Kapoor), un orphelin élevé par Bhishamchand. 
Une série d'événements met en lumière la querelle longtemps cachée entre les deux familles. Malgré les efforts de Bhishamchand pour assurer la médiation entre les deux, la situation devient incontrôlable et les événements prennent une tournure tragique. Les hommes de Dhanraj tuent accidentellement le jeune fils de Balraj et pour se venger, Bharatraj assassine Karan. Un certain nombre d'affaires familiales sont mises au grand jour, ce qui ne fait qu'ajouter aux tensions et à la haine, aboutissant finalement à la destruction des deux familles, montrant la fragilité du tissu moral.

## Fiche technique
- Titre original : Kalyug
- Titre français : Kalyug
- Réalisation : Shyam Benegal
- Scénario : Girish Karnad, Shyam Benegal, Satyadev Dubey
- Photographie : Govind Nihalani
- Montage : Bhanudas Divakar
- Musique : Vanraj Bhatia
- Pays d'origine : Inde
- Langue originale : hindi
- Format : couleur
- Genre : dramatique
- Durée : 152 minutes
- Dates de sortie :
  - Inde : 28 mars 1981

## Distribution
- Shashi Kapoor : Karan Singh
- Rekha : Supriya
- Raj Babbar : Dharam Raj
- Kulbhushan Kharbanda : Bal Raj
- Anant Nag : Bharat Raj
- Amrish Puri : Kishan Chand
- A.K. Hangal : Bhisham Chand
- Sushma Seth : Savitri
- Victor Banerjee : Dhan Raj
- Vijaya Mehta : Devki
- Om Puri : Bhavani Pandey
- Reema Lagoo : Kiran (comme Rima Lagu)
- Urmila Matondkar : Parikshit (comme Urmila)
- Supriya Pathak : Subhadra